# Gerbillus rosalinda
Gerbillus rosalinda là một loài động vật có vú trong họ Chuột, bộ Gặm nhấm. Loài này được St. Leger mô tả năm 1929.